# Мур (округ, Північна Кароліна)
Шаблон:StateAbbr_ 35°19′ пн. ш. 79°29′ зх. д. / 35.31° пн. ш. 79.48° зх. д.
Округ  Мур (англ. Moore County) — округ (графство) у штаті  Північна Кароліна, США. Ідентифікатор округу 37125.

## Історія
Округ утворений 1784 року.

## Демографія
За даними перепису 
2000 року 
загальне населення округу становило 74769 осіб, зокрема міського населення було 30653, а сільського — 44116.
Серед мешканців округу чоловіків було 36024, а жінок — 38745. В окрузі було 30713 домогосподарства, 21950 родин, які мешкали в 35151 будинках.
Середній розмір родини становив 2,81.
Віковий розподіл населення поданий у таблиці:
| Стать    | До 15 років | 15-21 | 22-29 | 30-39 | 40-49 | 50-65 | 65-85 | Понад 85 |
| -------- | ----------- | ----- | ----- | ----- | ----- | ----- | ----- | -------- |
| Чоловіки | 7004        | 3045  | 3075  | 4863  | 4819  | 6080  | 6635  | 503      |
| Жінки    | 6675        | 2735  | 3020  | 4997  | 5247  | 6938  | 7950  | 1183     |

## Суміжні округи
- Рендолф — північ
- Четем — північ
- Лі — північний схід
- Гарнетт — схід
- Камберленд — південний схід
- Гоук — південний схід
- Скотленд — південь
- Річмонд — південний захід
- Монтгомері — захід

## Виноски
1. ↑  U.S. Decennial Census. United States Census Bureau. Архів оригіналу за 2 серпня 2018. Процитовано 18 січня 2015.
2. ↑  Historical Census Browser. University of Virginia Library. Архів оригіналу за 11 серпня 2012. Процитовано 18 січня 2015.
3. ↑  Forstall, Richard L., ред. (27 березня 1995). Population of Counties by Decennial Census: 1900 to 1990. United States Census Bureau. Архів оригіналу за 3 березня 2015. Процитовано 18 січня 2015.
4. ↑  Census 2000 PHC-T-4. Ranking Tables for Counties: 1990 and 2000 (PDF). United States Census Bureau. 2 квітня 2001. Архів оригіналу (PDF) за 18 грудня 2014. Процитовано 18 січня 2015.
5. ↑  State & County QuickFacts. United States Census Bureau. Процитовано 27 жовтня 2013.{{cite web}}:  Обслуговування CS1: Сторінки з параметром url-status, але без параметра archive-url (посилання)(англ.) Наведено за англійською вікіпедією.
6. ↑  American FactFinder. Бюро перепису населення США. Архів оригіналу за 26 лютого 2012. Процитовано 31 січня 2008.

| США | Це незавершена стаття з географії США. Ви можете допомогти проєкту, виправивши або дописавши її. |